# Szaszuty
Szaszuty (ros. Шашуты) – wieś (ros. деревня, trb. dieriewnia) w zachodniej Rosji, w osiedlu wiejskim Zaborjewskoje rejonu diemidowskiego w obwodzie smoleńskim.

## Geografia
Miejscowość położona jest nad rzeką Miatyl, przy drodze regionalnej 66N-0527 (66N-0504 – Kamienka – Szaszuty), 2 km od drogi regionalnej 66K-11 (R120 / Olsza – Wieliż – granica z obwodem pskowskim), 10 km od centrum administracyjnego osiedla wiejskiego (Zaborje), 9 km od centrum administracyjnego rejonu (Diemidow), 72,5 km od stolicy obwodu (Smoleńsk), 35 km od granicy z Białorusią.
W granicach miejscowości znajduje się ulica Pasiecznaja (2 posesje).

## Demografia
W 2010 r. miejscowości nikt nie zamieszkiwał.

## Historia
W czasie II wojny światowej od lipca 1941 roku dieriewnia była okupowana przez hitlerowców. Wyzwolenie nastąpiło we wrześniu 1943 roku.
Na mocy uchwały z dnia 28 maja 2015 roku wszystkie miejscowości (w tym Szaszuty) zlikwidowanej jednostki administracyjnej Karcewskoje weszły w skład osiedla wiejskiego Zaborjewskoje.